# Straßenradsport-Weltmeisterschaften 2003
Die Straßenradsport-Weltmeisterschaften 2003 fanden vom 7. bis 12. Oktober in der kanadischen Stadt Hamilton statt. Es wurden insgesamt zehn Entscheidungen in den Disziplinen Einzelzeitfahren und Straßenrennen sowie in den Kategorien Frauen, Männer, Männer U23, Junioren und Juniorinnen ausgefahren.

## Männer

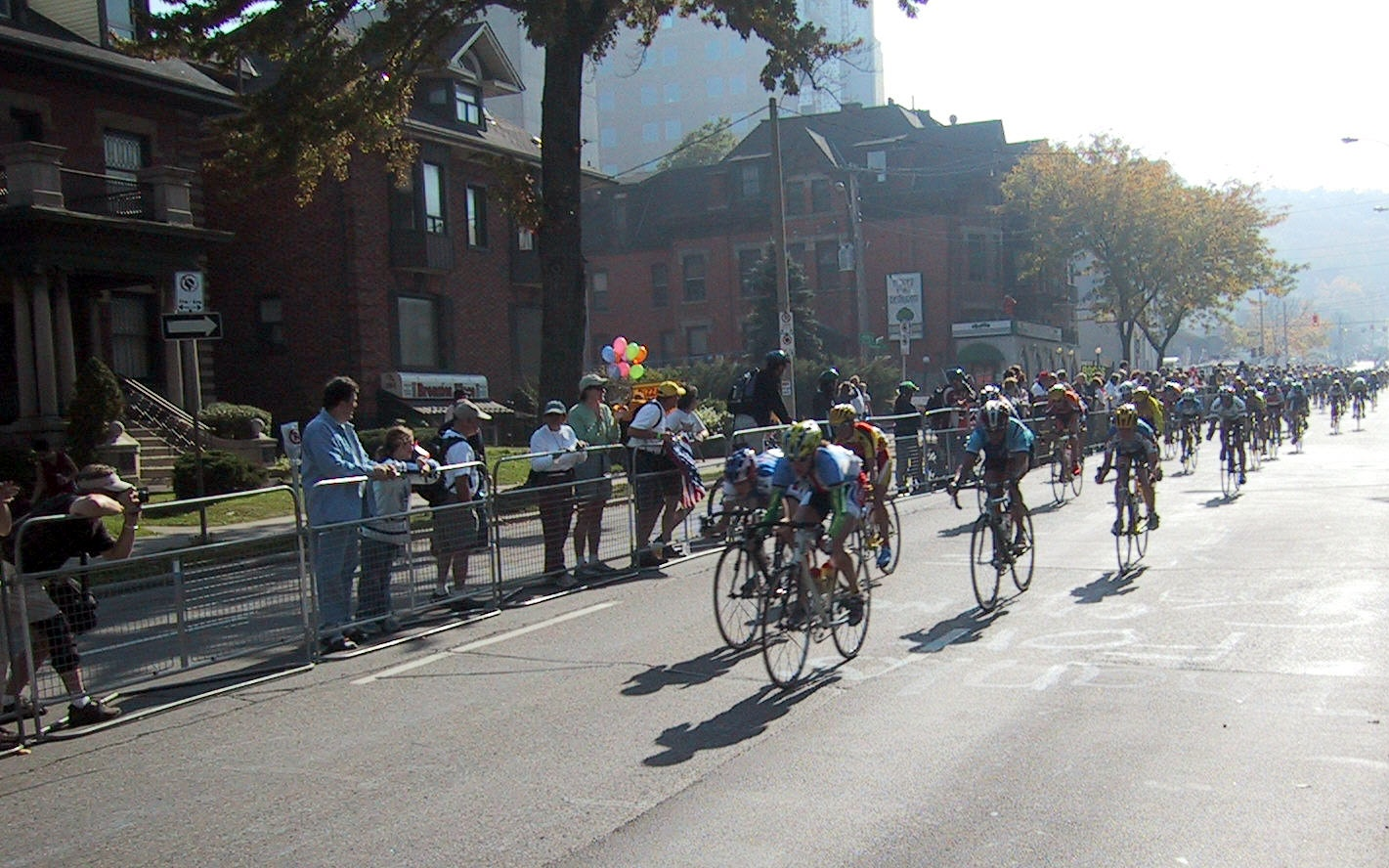
Szene aus dem Straßenrennen

### Straßenrennen (260 km)
| Platza | Athlet             | Land | Zeit         |
| ------ | ------------------ | ---- | ------------ |
| 1      | Igor Astarloa      | ESP  | 6:30:19 h    |
| 2      | Alejandro Valverde | ESP  | 6:30:24 h    |
| 3      | Peter Van Petegem  | BEL  | gleiche Zeit |

### Einzelzeitfahren (42 km)
| Platz | Athlet         | Land | Zeit         |
| ----- | -------------- | ---- | ------------ |
| 1     | David Millar   | GBR  | 51:17,29 min |
| 2     | Michael Rogers | AUS  | 52:42,38 min |
| 3     | Uwe Peschel    | GER  | 52:42,94 min |

David Millar wurde allerdings ein Jahr später wegen Dopings beim WM-Rennen gesperrt. Der Titel wurde ihm aberkannt.

## Frauen

### Straßenrennen (124 km)
| Platz | Athletin          | Land | Zeit         |
| ----- | ----------------- | ---- | ------------ |
| 1     | Susanne Ljungskog | SWE  | 3:16:06 h    |
| 2     | Mirjam Melchers   | NED  | gleiche Zeit |
| 3     | Nicole Cooke      | GBR  | gleiche Zeit |

### Einzelzeitfahren (21 km)
| Platz | Athletin         | Land | Zeit         |
| ----- | ---------------- | ---- | ------------ |
| 1     | Joane Somarriba  | ESP  | 28:23,23 min |
| 2     | Judith Arndt     | GER  | 28:34,01 min |
| 3     | Sulfija Sabirowa | RUS  | 28:49,48 min |

## U23 Männer

### Straßenrennen (174 km)
| Platz | Athlet            | Land | Zeit         |
| ----- | ----------------- | ---- | ------------ |
| 1     | Sergey Lagutin    | UZB  | 4:14:05 h    |
| 2     | Johan Vansummeren | BEL  | gleiche Zeit |
| 3     | Thomas Dekker     | NED  | gleiche Zeit |

### Einzelzeitfahren (31 km)
| Platz | Athlet             | Land | Zeit         |
| ----- | ------------------ | ---- | ------------ |
| 1     | Markus Fothen      | GER  | 38:35,29 min |
| 2     | Niels Scheuneman   | NED  | 38:54,28 min |
| 3     | Alexander Bespalow | RUS  | 38:56,57 min |

## Junioren

### Straßenrennen (124 km)
| Platz | Athlet      | Land | Zeit         |
| ----- | ----------- | ---- | ------------ |
| 1     | Kai Reus    | NED  | 3:01:38 h    |
| 2     | Anders Lund | DEN  | 3:01:44 h    |
| 3     | Lukáš Fus   | CZE  | gleiche Zeit |

### Einzelzeitfahren (21 km)
| Platz | Athlet            | Land | Zeit         |
| ----- | ----------------- | ---- | ------------ |
| 1     | Michail Ignatjew  | RUS  | 27:01,88 min |
| 2     | Dmytro Grabovskyy | UKR  | 27:23,15 min |
| 3     | Viktor Renäng     | SWE  | 27:24,38 min |

## Juniorinnen

### Straßenrennen (74 km)
| Platz | Athletin          | Land | Zeit         |
| ----- | ----------------- | ---- | ------------ |
| 1     | Loes Markerink    | NED  | 2:05:39 Std. |
| 2     | Irina Tolmaschewa | RUS  | gl. Zeit     |
| 3     | Sabine Fischer    | GER  | gl. Zeit     |

### Einzelzeitfahren (15 km)
| Platz | Athletin        | Land | Zeit         |
| ----- | --------------- | ---- | ------------ |
| 1     | Bianca Knöpfle  | GER  | 22:17,08 min |
| 2     | Loes Markerink  | NED  | 22:33,60 min |
| 3     | Iris Slappendel | NED  | 22:48,01 min |

## Medaillenspiegel
| Medaillenspiegel |                |      |        |        |        |
| Platz            | Land           | Gold | Silber | Bronze | Gesamt |
| 1                | Niederlande    | 2    | 3      | 2      | 7      |
| 2                | Deutschland    | 2    | 1      | 2      | 5      |
| 3                | Spanien        | 2    | 1      | –      | 3      |
| 4                | Russland       | 1    | 1      | 2      | 4      |
| 5                | Schweden       | 1    | –      | 1      | 2      |
| 5                | Großbritannien | 1    | –      | 1      | 2      |
| 7                | Neuseeland     | 1    | –      | –      | 1      |
| 8                | Belgien        | –    | 1      | 1      | 2      |
| 9                | Australien     | –    | 1      | –      | 1      |
| 9                | Dänemark       | –    | 1      | –      | 1      |
| 9                | Ukraine        | –    | 1      | –      | 1      |
| 12               | Tschechien     | –    | –      | 1      | 1      |